# Southwest Gander River
Southwest Gander River är ett vattendrag i Kanada.   Det ligger i provinsen Newfoundland och Labrador, i den östra delen av landet, 1 600 km öster om huvudstaden Ottawa.
I omgivningarna runt Southwest Gander River växer i huvudsak blandskog. Trakten runt Southwest Gander River är nära nog obefolkad, med mindre än två invånare per kvadratkilometer.